# Президентские выборы в Аргентине (1922)
Тринадцатые в истории Аргентины президентские выборы состоялись 2 апреля 1922 года. Новым президентом Аргентины был избран Марсело Т. де Альвеар, кандидат партии Гражданский радикальный союз (UCR), сын первого мэра Буэнос-Айреса Торкуато де Альвеара, внук верховного правителя Аргентины Карлоса Мария де Альвеара. Это были президентские выборы с самой низкой явкой в истории Аргентины со времени введения Закона Саэнса Пеньи.
Вице-президентом стал радикал Эльпидио Гонсалес, юрист, личный друг предыдущего президента Иполито Иригойена, активный участник Радикальной революции 1905 года, депутат, военный министр (1916—1918).

## Избирательная система
Выборы 1922 года были вторыми, проведёнными в соответствии с Законом Саенса Пенья, который установил тайное голосование и обязательное всеобщее избирательное право для мужчин старше 18 лет. Согласно конституции выборы президента и вице-президента должны были проходить косвенно и раздельно, делегируя окончательные выборы каждого из них провинциальным коллегиям выборщиков, избранных по системе неполных списков, при этом две трети мест выборщиков в каждом избирательном округе получал победитель голосования и треть кандидат, занявший второе место. В 1916 году Аргентинская Республика состояла из пятнадцати избирательных округов (14 провинций и столичный город Буэнос-Айрес).

## Предыстория
Президентство Иполито Иригойена, первого в истории Аргентины демократически избранного президента, было отмечено огромными противоречиями. Будучи одним из основателей в 1891 году движения за политический плюрализм, Гражданского радикального союза (UCR), Иригойен заполнил пять из восьми мест в своём кабинете бывшими членами Национальной автономистской партии, которая 40 лет, с 1876 по 1916 года, непрерывно управляла страной благодаря фальсификациям и насилию. Несмотря на свои заявления о приверженности демократии, он вмешивался в дела провинций, чтобы свергнуть восемнадцать избранных народом губернаторов, в том числе четырёх от собственной партии. Иригойен выступал посредником в многочисленных трудовых конфликтах, которые обычно возглавлялись лидерами анархистов, но не смог остановить жестокость полиции и военных против бастующих рабочих. Возникшая волна насилия усугубилась созданием военизированной группы Патриотической лиги Аргентины, реакционной фракции высшего класса страны, в то время как Иригойен по большей части хранил молчание по этим вопросам. В результате погибло более двух тысяч забастовщиков, в том числе несколько человек сгорели заживо.
Несмотря на эти события, был реализован ряд позитивных реформ, в том числе приняты первые в стране законы о пенсионном обеспечении, коллективных переговорах и земельной реформе, а также расширен доступа к высшему образованию и создана первая государственная компани (нефтедобывающая YPF). Экономика Аргентины быстро восстановилась после окончания Первой мировой войны, а энергичная трудовая политика Иригойена помогла перевести рост экономики в повышение уровня жизни населения. Конгресс, который препятствовал политике Иригойена в начале его мандата, был вскоре изменён серией крупных электоральных побед UCR в Палате депутатов, хотя в Сенате, который избирался косвенным путём, всё ещё оставалось небольшое консервативное большинство, которое потерпело поражение на выборах в том же году.

## Избирательная кампания
Иполито Иригойен, победитель предыдущих выборов, согласно конституции не имел права баллотироваться во второй раз подряд, поэтому правящий Гражданский радикальный союз (UCR) выдвинул кандидатуру юриста Марсело Торкуато де Альвеара, лидера либерального крыла радикалов, активного участника радикальных революциях 1890 и 1893 годов, секретаря Леандро Н. Алема и крёстного отца Иполито Иригойена, депутата (1912—1916) и посла во Франции (1917—1922). При этом, Иригойен, опасаясь потерять контроль над UCR, в котором было много недовольных его персоналистским руководством, добился выдвижения в вице-президенты своего личного друга, бывшего начальника полиции Буэнос-Айреса, Эльпидио Гонсалеса.
Большинство других партий последовали примеру радикалов и также не стали выдвигать своих лидеров в качестве кандидатов. Либерально-консервативный альянс «Национальная концентрация» (Демократическая партия Буэнос-Айреса, Демократическая партия Кордовы, Народный союз, Либеральный автономистский пакт и Провинциальный союз), созданной на смену исчезнувшей Национальной автономистской партии (PAN), выбрал кандидатом на пост президента не своего лидера Марселино Угарте, бывшего губернатора провинции Буэнос-Айрес, а Норберто Пиньеро, юриста, чиновника, интеллектуала и педагога, в прошлом губернатора провинции Сан-Луис и экс-министра в автономистских кабинетах. Пиньеро, адвокат по уголовному праву, прославился тем что в 1890 году добился пересмотра Уголовного кодекса Аргентины, что, как надеялись консерваторы, должно было в глазах избирателей перевесить связи «Национальной концентрации» с жестокой Патриотической лигой. Прогрессистско-демократическая партия, которая ранее не смогла провести центристские реформы с Лисандро де ла Торре, выдвинула своим кандидатом в президенты историка Карлоса Ибаргурена, бывшего министра юстиции и образования. Кандидатом от Социалистической партии стал врач и депутат, лидер кооперативного движения, Николас Репетто. Также в президенты баллотировался юрист Мигель Лауренсена, бывший губернатор провинции Энтре-Риос, выдвинутый диссидентами-антиперсоналистами из Гражданского радикального союза (UCR Тукумана, UCR-ленсинастас, UCR-принципистас, UCR-блокистас, UCR непримиримых Энтре-Риоса и UCR-Роха), недовольных персоналистским руководством Иполито Иригойена.

## Выборы
Явка по сравнению с предыдущими выборами снизилась, составив 55,32 % зарегистрированного электората. Уверенную победу одержал кандидат Гражданского радикального союза Марсело Торкуато де Альвеар, несмотря на то что он вообще не участвовал в предвыборной кампании и узнал о результатах всенародного голосования 2 апреля, когда ему позвонил президент Иригойен. Он получил более половины голосов избирателей, превзойдя более чем на 20 процентных пунктов ближжайшего преследователя и выиграв голосование в десяти округах (федеральная столица, провинции Буэнос-Айрес, Санта-Фе, Кордова, Энтре-Риос, Сантьяго-дель-Эстеро, Катамарка, Жужуй, Сан-Луис и Ла-Риоха), получив 216 выборщиков (57,45 %), тем самым набрав абсолютное большинство в коллегии выборщиков. Второй по популярности кандидат, Норберто Пиньеро от коалиции «Национальная концентрация», победил в провинциях Корриентес и Сальта. Третьим по голосам выборщиков стал радикал Мигель Лауренсена, победивший в провинциях Тукуман, Мендоса) и Сан-Хуан. Социалист Репетто не смог победить ни в одном округе, но занял 2-е место в столице (32,71 % голосов избирателей или 70 % всех голосов отданных за него по стране), получив больше голосов чем все последующие кандидаты вместе взятые. В Коллегии выборщиков Альвеар, как и кандидат в вице-президенты от радикалов, получил 235 голосов из 376 избирателей.
В провинции Мендоса выборы были отменены Избирательной комиссией, новое голосование было проведено 14 мая.

## Результаты

### Итоги голосования избирателей
| Кандидат                           | Кандидат                     | Партия                                | Голоса    | %     | Выборщики | %     |
| ---------------------------------- | ---------------------------- | ------------------------------------- | --------- | ----- | --------- | ----- |
|                                    | Марсело Т. де Альвеар        | Гражданский радикальный союз          | 419 170   | 50,49 | 216       | 57,45 |
|                                    | Норберто Пиньеро             | Национальная концентрация             | 231 102   | 27,84 | 91        | 24,20 |
|                                    | Николас Репетто              | Социалистическая партия               | 78 472    | 9,45  | 22        | 5,85  |
|                                    | Мигель Лауренсена            | Гражданский радикальный союз          | 58 749    | 7,08  | 33        | 8,78  |
|                                    | Карлос Ибаргурен             | Прогрессистско-демократическая партия | 41 841    | 5,04  | 14        | 3,72  |
|                                    | Другие                       |                                       | 810       | 0,10  | —         | —     |
| Действительных голосов             | Действительных голосов       | Действительных голосов                | 830 144   | 94,59 |           |       |
| Недействительных голосов           | Недействительных голосов     | Недействительных голосов              | 14 462    | 1,65  |           |       |
| Разница в протоколах               | Разница в протоколах         | Разница в протоколах                  | 33 046    | 3,77  |           |       |
| Явка                               | Явка                         | Явка                                  | 877 652   | 55,32 |           |       |
| Зарегистрировано избирателей       | Зарегистрировано избирателей | Зарегистрировано избирателей          | 1 586 366 | 100   |           |       |
| Источники: Ministerio del Interior |                              |                                       |           |       |           |       |

### Итоги голосования выборщиков
Коллегии выборщиков собрались 12 июня 1922 года в столицах каждой провинции и в городе Буэнос-Айрес, объявив победителями Марсело Т. де Альвеара и Эльпидио Гонсалеса.
| Кандидат            | Кандидат              | Партия                                | Голоса | %     |
| ------------------- | --------------------- | ------------------------------------- | ------ | ----- |
|                     | Марсело Т. де Альвеар | Гражданский радикальный союз          | 235    | 69,94 |
|                     | Норберто Пиньеро      | Национальная концентрация             | 60     | 17,86 |
|                     | Николас Репетто       | Социалистическая партия               | 22     | 6,55  |
|                     | Карлос Ибаргурен      | Прогрессистско-демократическая партия | 10     | 2,98  |
|                     | Мигель Лауренсена     | Гражданский радикальный союз          | 6      | 1,79  |
|                     | Рафаэль Нуньес        | Национальная концентрация             | 2      | 0,60  |
|                     | Хосе А. Корреа        | Партия блокистас Сан-Хуана            | 1      | 0,30  |
| Всего проголосовало | Всего проголосовало   | Всего проголосовало                   | 336    | 100   |
| Не голосовало       | Не голосовало         | Не голосовало                         | 40     | 10,64 |
| Всего избрано       | Всего избрано         | Всего избрано                         | 376    | 100   |